# Profesor Súper O
El Profesor Súper O es una serie de televisión animada colombiana, de carácter educativo que se transmite en el Canal 13 y Señal Colombia desde 2006. La serie trata sobre un superhéroe llamado El Profesor Súper O, el cual corrige a las personas que cometen errores idiomáticos. Tiempo después fue encaminado a otras temáticas como la historia en Súper O histórico, la educación ecológica en Súper O recargado, solución de empresas en Súper O Gobierno en Línea, la vida marina en Súper O marino, ser ciudadano y cívico en Súper O cívico, los derechos del consumidor en Súper O consumidor SIC, los géneros de la música en Colombia en Súper O en SHOCK y la justicia idiomática en las redes sociales.

## Argumento
La historia es sencilla, como la de cualquier superhéroe internacional, pero adaptada a la cultura de la Costa Pacífica colombiana: Cuando apenas era un niño, Charles Arturo Ocoró Cuenú sufrió un accidente que le cambió la vida. Paseaba con su abuelo y les cayó encima una carga de dos toneladas de camarón.
Su abuelo Secundino, educador originario de un evolucionado planeta llamado ‘Mojarra con Plátano’, murió, pero al irse de este mundo le transmitió toda su energía.
Ocoró quedó con poderes sobrenaturales y con la misión de combatir la ignorancia idiomática.
Ahora, donde quiera que aparezca una equivocación idiomática o se presente un yerro histórico, llegará el profesor Súper O para corregir los errores de las otras personas.
El programa dura alrededor de 5 minutos y cuenta con dos temporadas, de 20 capítulos cada una de ellas. La tercera temporada cuenta con 40 capítulos. En 2010, con motivo del bicentenario de la independencia de Colombia se muestran capítulos especiales del profesor Súper O y la Cevichica averiguando cómo era todo en tiempos de la colonia y de la independencia.
Súper O trabaja en la cevicheria El Mariscón, junto a su compañera Silveria. Junto a ella resuelven problemas históricos, lingüísticos y medioambientales.

## Personajes
La serie consta de tres héroes principales:
- Profesor Súper O: Su identidad secreta es Charles Ocoró, 62 años, nacido en Quibdó, dueño del restaurante cevicheria "El Mariscón". Filantrópico, y sabio exfutbolista chocoano. Próspera cadena de restaurantes con más de 9 mil sedes alrededor del mundo, que él mismo atiende y que le ha permitido amasar una inmensa fortuna, donada en gran medida a sacar adelante al Chocó. A pesar de todas sus riquezas, su posesión más preciada es: “el diccionario real de la lengua española”, para él, si un hombre lo sabe utilizar bien no hay cosa que no pueda conseguir. Usa muchos vehículos para llegar hasta donde se presenta un error idiomático y sus frases típicas son "¡A luchar por la justicia idiomática!", "¡Con prontitud!" y "¡Hemos cumplido!". Después de que es informado del error y de su solución ya sea porque lo sabe o por la investigación de Hamilson, se lo explica a las personas que cometieron el error y los corrige, asegurándose de que estas entiendan. Lleva una camiseta azul con el logo de Super O, una capa roja y un antifaz negro. "Super O" es un juego de palabras que parte del apellido del protagonista Ocoró y de la palabra superó, en relación a un humilde hombre chocoano que se supera a sí mismo con base en infatigables jornadas de estudio autodidacta.
- Cevichica: Bajo la identidad secreta de Silveria Lucumí, 37 años, es la ayudante y cocinera de Charles Ocoró en el Restaurante "El Mariscón", esta es el complemento femenino que ayuda al Profesor Súper O a resolver los problemas y gazapos idiomáticos que se presentan. Siempre acompaña al profesor y al final de la misión le informa de cuán eficiente fue su trabajo, a lo que Super O contesta "¡Hemos cumplido!", dando fin al episodio. Si el profesor es Batman ella es su Robin. Lleva ropa de cocinera y un antifaz negro. Todo lo ve desde la óptica de una muchacha del servicio. Le tiene miedo a volar, y debe hacer un gran esfuerzo para hacerlo, pues cuando esta en los aires, siente como si se tragara la lengua. Le gusta el baile y la fiesta y reunirse con las otras muchachas del servicio a chismorragiar de las otras “peladas”. Su amor platónico es Wason Renteria.
- Hamilson: Es el hijo de Silveria, un niño de 8 años, tiene un coeficiente intelectual muy alto, aunque con impresionante mirada de bruto, es un genio del renacimiento en el cuerpo de un niño, sabe de: química, matemática, pintura, física nuclear, lingüística, filología y cocinar correctamente un sancocho de pescado. Es el encargado de investigar la solución a las situaciones cuando el profesor lo necesita. De gran fuerza física también. Diseña y construye, prepara y repara los vehículos que utiliza el Profesor Súper O para llegar a tiempo al lugar donde se ha cometido el error idiomático, y hasta algunas veces ayuda a detectar donde se cometen los gazapos y errores del idioma. Un niño de poco hablar, pero claro y contundente en sus conceptos. En compañía de los profesores De Ávila, Iguarán y Gambeta Estrada es el vicepresidente de proyectos especiales del “Mariscón”, y muchas veces tiene que dar la cara por la organización con presidentes de naciones que quieren saber del negocio y de la labor del profesor y su organización.

## Armas del profesor
El profesor y sus ayudantes tienen todo tipo de artilugios para trasportarse y para solucionar los yerros idiomáticos que se presenten, estos son algunos:
- El Arroz Con Cocoptero: plato de arroz con coco gigante que es como un platillo volador.
- El Submarisco: submarino con forma de marisco.
- El Bocachicohete: un cohete con forma de pescado bocachico.
- El Arroz Con Cocohete: cohete con forma de plato de arroz con coco.
- La Pescadocleta: es una bicicleta de mar de pedal, con forma de pescado, que además puede volar.
- La Cazualistica De Mariscos: Una cazuela de mariscos gigante que es una especie de cauchera gigante, que sirve para impulsarlo a cualquier parte del planeta.
- Mariscacharro: una especie de boggie con forma de marisco.
- Zancochos De Pescado: dos zancos muy altos, cada uno tiene forma de pescado delgado y longilinio.
- Jairo Silver: un caballito de mar, que hala una carretilla ( especie de zorra) que tiene unas alitas chiquitas y vuela con un sistema de hélice trasera.
- Platanatines De Tajadas Podridas: son tajadas de plátano maduro en forma de patines de línea.
- El Mero Carro: un carro de carreras con forma de pescado mero.
- El Aguakart: especie de cart, es un aguacate verde con ruedas.
- El Langostinoptero: un helicóptero con forma de langostino.
- El Reloj Mojarra: es un reloj de pulso, por el cual le comunican al profesor ( hamilson o la sevichica) el yerro idiomático que se esta cometiendo y sus coordenadas.
- La Borojolqueta:es un vehículo que sale de la combinación entre una volqueta y un vaso de jugo de borojó.
- Los Tiburontines:son unos patines en forma de tiburón.
- El Camaronoptero: un helicóptero en forma de camarón.

## Algunos errores corregidos
Error del uso de la palabra "aplicar", el ejemplo dado fue error al decir "vengo a aplicar para un trabajo", la forma correcta es "vengo a solicitar un trabajo".
- Explicación: uso que deriva de la palabra "apply", la cual denota aplicar a un trabajo, válido en inglés, pero no en español.

Error al utilizar la palabra "puntual", en el caso de "acuerdo puntual" o "acuerdos  puntuales" , debe decirse "acuerdos parciales o concretos".
- Explicación: Puntual como adverbio significa a tiempo, a la hora prevista, por ejemplo "yo siempre llegó puntual", en el caso de que un tema tenga varios puntos y se está de acuerdo en uno de ellos, por ejemplo en el tercero, debe decirse "acuerdo en el punto tercero".

El uso de la expresión "participar activamente", tan común, es incorrecto, según el profesor súper O: lo correcto es "participar".
Falta de la preposición "a" al referirse a un sitio en particular, el ejemplo utilizado fue "cuando visite París", la forma correcta es "cuando visite a París". 
- Explicación: Puesto que París es el objeto directo, la ciudad que recibe la acción de ser visitada, por lo tanto debe llevar la preposición "a".

Uso incorrecto de la palabra "nominar", como decir "los nominados a un premio", la forma correcta es "los postulados o designados a un premio".
- Explicación: El significado de la palabra "nominar" o "denominar" es dar nombre a algo, el error radica en la confusión con la palabra "nominate" en inglés, que significa postular o designar.

Error al usar de manera incorrecta la expresión "desapercibido".
- Explicación: El significado de la palabra "desapercibido" es no preparar para nada, y confunde con "inadvertido" que significa no visto, no notado. esos son falsos sinónimos.

Error al decir "te llevo al interior de mi corazón"", al aplicar la preposición "en" la forma correcta es "en el interior de mi corazón".
- Explicación: solo es posible decir "al interior" cuando el verbo que acompaña la frase indica movimiento o dirección algo así como ir a un lugar.

Error al decir "hagamen este favor, cambiemen este billete", la forma correcta es "cámbienme este billete".
- Explicación: al terminar la palabra "men" habla como niña chiquita.

Uso incorrecto de usar  "esta zona es calientísima" la manera correcta es "esta zona es calentísima".
- Explicación: se refiere al superlativo calentisimo.

Error al decir "erario público" la forma correcta es "erario".
- Explicación no decir "erario público" porque es una incorrección idiomatica, es una figura retórica que consiste en la adición de palabras que no son necesarias en una frase: erario es tesoro público.

Uso incorrecto de la palabra "repitente", la manera correcta es "repitiente".
- Explicación: "Repitente" no existe en el idioma español "Repitiente" que se refiere a volver a hacer lo que se había hecho o decir lo que había dicho. Por ejemplo: es "Repitiente" del tercer grado.

Error al decir "donde está El Protagonista principal" la manera correcta es "Donde está el protagonista".
- Explicación: Protagonista no es necesario agregar la palabra "Principal" porque el protagonista es principal.

Error al decir "Hemorragia de sangre" la manera es solo la palabra "Hemorragia".
- Explicación: "Hemorragia" es la pérdida de un flujo de sangre, no agregar la palabra "Sangre".

Error al decir "La Asolapada" la manera correcta es "Solapado".
- Explicación: se confuden con las palabras "Solapada" que significa Astuto, Malicioso y Sagaz y "Asolapado" significa cubierto y superpuesto.

Error al pensar que la palabra "imprimido" está mal.
- Explicación: imprimido e impreso son palabras correctas.

## Profesor Súper O "Histórico", "Recargado" y "Gobierno en Línea"
Ahora nuestro héroe nacional animado, entra en los vericuetos de la historia colombiana a propósito del Bicentenario. Resulta que “en el año 2009 un extraordinario suceso en el tiempo cambia para siempre la vida de Súper O, trazándole un nuevo camino”, aparece entonces Secundino –su abuelo fallecido- indicándole bajo cierta aura: “ya que encontraste la fórmula para viajar en el tiempo, tienes la más importante de todas las misiones, conmemorar el Bicentenario, resolviendo, junto a los niños de Colombia todas las preguntas sobre nuestra independencia, ahora serás Súper O Histórico”; luego el profesor, ante tal tarea, lanza su grito: “con prontitud, a recorrer las huellas de la historia”. La propuesta hace parte del Ministerio de Educación y su Historia Hoy, Aprendiendo con el Bicentenario de la Independencia, que busco a través de una convocatoria en los colegios del país, las mejores 200 preguntas sobre el Bicentenario, para el proyecto denominado 200 años, 200 preguntas, llegaron 16.501 inquietudes de 1951 colegios.
Desde hace unos años El Profesor Super O "Histórico" cambió a Profesor Super O "Recargado" que trata del buen uso de la Energía; Super O, siempre está pendiente de en qué lugar alguien hace algo incorrecto con la energía, entre él y su amiga, Cevichica, y Hamilson, salen a solucionar la situación, con su máxima: enseñando usar Energía Limpia.
En esa misma época también se llamó El Profesor Super O "El paladín del Gobierno en Línea" junto con la Cevichica, y Hamilson, buscan a solucionar a la gente que tienen dificultades para viajar, solucionar las empresas, mejorar la calidad de vida de los ciudadanos en su relación con la administración pública. Gobierno en línea es la estrategia del gobierno nacional, liderada por el ministerio de tecnologías de la información y las comunicaciones (TIC), que busca mejorar la calidad de los servicios ofrecidos por las diversas entidades públicas a través de la tecnología.